# 浅倉領花
浅倉 領花（あさくら りょうか、1994年3月21日 - ）は、日本のAV女優。バンビプロモーション所属。
趣味・特技:料理、ピアノ。

## 略歴・人物
2013年8月、DMMの動画配信限定メーカー「D☆Collection」の専属女優としてAVデビュー。

## 出演作品

### WEB配信
※メーカーは「D☆Collection」
2013年
- 浅倉領花 AVデビュー（8月20日配信開始）※デビュー作
- どこでもヌイてくれる美少女に24時間出したい放題（9月20日配信開始）
- 浅倉領花ただいま発情中（10月18日配信開始）
- 浅倉領花のじっくりねっとり濃厚ベロキスSEX（11月20日配信開始）
- 完全盗撮マンモスカメラ（12月20日配信開始）

2014年
- 一般男性さんと乱交パーティー（1月17日配信開始）
- PLAY GIRL 〜表と裏で攻守交代〜（2月15日配信開始）
- 初めての黒人FUCK（4月5日配信開始）
- 隣の人妻を旦那の目の前で犯して（5月17日配信開始）
- D☆Collection コンプリートBEST 浅倉領花 8時間（7月3日配信開始）※総集編

### アダルトDVD
2014年
- 浅倉領花 AVデビュー（2月7日、D☆Collection）※WEB配信作品のDVD版
- PLAY GIRL 〜表と裏で攻守交代〜（2月19日、D☆Collection）※WEB配信作品のDVD版
- 一般男性さんと乱交パーティー（3月7日、D☆Collection）※WEB配信作品のDVD版
- 浅倉領花ただいま発情中（3月19日、D☆Collection）※WEB配信作品のDVD版
- 初めての黒人FUCK（4月7日、D☆Collection）※WEB配信作品のDVD版
- どこでもヌイてくれる美少女に24時間出したい放題（4月19日、D☆Collection）※WEB配信作品のDVD版
- 隣の人妻を旦那の目の前で犯して（5月19日、D☆Collection）※WEB配信作品のDVD版
- 眠剤を飲まされ睡魔と闘いながらも半裸で逃げるOL …であったが無念の昏睡（5月22日、ナチュラルハイ）他出演:新山かえで、あおば結衣
- LET’S GO!（6月3日、DOC）共演:芦名ユリア、夏目優希、宮本菜々花、桐乃みく、新希マヤ、水野葵、千星はるか、藤崎カエラ、百合川さら、浜崎真緒、保坂えり、北川杏樹、有沢りさ、鈴村いろは
- 好色義父にベロキスで犯され唾まみれで堕ちていく若妻（6月5日、ヒビノ）
- 120%リアルガチ軟派伝説 vol.13 in浜松（6月11日、プレステージ）※「めぐみ」名義　他出演:まみ、かおり、あやか、ひかる、あすか
- 目の前に止まった車の助手席にいる、すまし顔した女の胸があまりにも大きくて… 3（6月11日、DOC）他出演:森咲みお、さとう遥希
- ガチナンパ! ド素人さん オナニーを手伝ってくれませんか? 35（6月15日、ピーターズ）他出演:和久井なな、逢沢つばさ ほか
- 新人アナウンサー 浅倉領花 ぶっかけ・潮吹き・実況ナマ中継!（6月19日、サディスティックヴィレッジ）
- 山手沿線駅前中出し人妻ナンパ 目白・池袋で見つけたハニカミ美人巨乳妻を口説きおとす!（6月25日、ビッグモーカル）他出演:森咲みお ほか
- 僕をパシリに使う奴の新しい彼女は羨ましすぎる事に僕の憧れのあの子!だがひょんな事で2人きりに…奴の相談を受けているうちにHな流れに…しかも挿入したら僕のチ○コの方が「彼氏よりイイ!」と喘がれて…（7月1日、DOC）他出演:相澤知花 ほか
- D☆Collection コンプリートBEST 浅倉領花 8時間（7月7日、D☆Collection）※WEB配信作品のDVD版、総集編
- 羞恥! 野外腰砕け!激ヤバ・ビッグバンローターをマ○コに入れて潮吹きアクメデート! 9（7月10日、サディスティックヴィレッジ）
- カラダを売りにするS級素人 リョウカ・ハルナ 【日焼けあとスペシャル】（7月11日、S級素人）共演:あやね遥菜
- ヤリマンライダー 某地方で有名な淫乱旧車ガール RYOKA（7月19日、乱丸）
- TOKYO GIRLS 2014 新ゲロゲロ イラマチオ夏 読モになりたいだって?だったらほら、ゲロモのできあがり!（7月24日、サディスティックヴィレジ）他出演:みゆ、みづき、はるな、りく
- もうすぐ卒業だから… 学籍番号:028（7月25日、ONE DA FULL）
- 制服女子校生と中出し乱交 〜夏〜（8月1日、ZUKKON/BAKKON）共演:菊地亜矢、橘ひなた、桜川かなこ、相澤知花、伊東真緒
- 陵辱! Fカップ女子校生強制イラマチオトランス（8月7日、サディスティックヴィレッジ）
- ガチ本番!! 特上素人ナンパ即挿入!! in沖縄（8月8日、S級素人）他出演:浜崎真緒、あやね遥菜、あずみ真奈、新山かえで
- 自宅に派遣された美乳女子大生講師をハメる 6（8月22日、S級素人）
- お嬢様クロニクル 20（8月22日、ONE DA FULL）
- 日本橋OLが通う 媚薬産婦人科盗撮（9月1日、変態紳士倶楽部）
- 客室!御膳!露天!から飛び出る生チ○ポが人気の温泉旅館 本館 しゃぶりながらの湯 …さらにハメながら!!（9月6日、SODクリエイト）他出演:水城奈緒、あゆみ翼、山口二菜、みおり舞、通野未帆、松嶋友里恵、初芽里奈
- 海の駐車場で生着替えする美巨乳女を偶然目撃してしまった僕は…（9月10日、DOC）他出演:宮野ゆかな、水瀬姫香
- バレたら即離婚!!究極のスリルを味わいたくて家族が間近にいるのにいつでもどこでもSEXしたがる人妻たちの家庭内不倫!!（9月10日、MAGIC）
- 生中出し若妻ナンパ! 6 目黒区編（9月26日、S級素人）
- 夜行バスでもたれかかってきた隣の席の女の子。可愛い吐息、匂い、温もりに我慢できず思わず触ってみると声を押し殺しながらもまんざらでもない反応だったので、そのまま最後までやっちゃいました!（9月26日、SCOOP）他出演:川菜美鈴 ほか